# Johannes Krancke
Johannes Krancke (* 9. August 1885 in Krautsand; † seit Januar 1945 in Posen vermisst, später für tot erklärt) war ein deutscher Jurist und Politiker.

## Leben
Als Sohn eines Pastors geboren, besuchte Krancke die Oberschulen in Glückstadt und Stade und studierte anschließend Rechtswissenschaften an der Universität München, wo er im Wintersemester 1906/07 Mitglied der Burschenschaft Rhenania wurde. Im Ersten Weltkrieg war er Soldat, 1917 machte er während eines Kriegsurlaubs sein Referendarexamen. Nach seinem Abschluss wurde er 1920 hauptamtlicher Gemeindevorsteher in Altkloster. Krancke war von 1923 bis 1924 Bürgermeister in Glücksburg und von 1925 bis 1934 Bürgermeister in Buxtehude. 1934 wurde er auf Drängen der Nationalsozialisten in den Ruhestand versetzt. Im Zweiten Weltkrieg wurde er 1940 eingezogen; er gilt seit 1944 als verschollen.